# Hungersnot in Somalia in den 1990er-Jahren

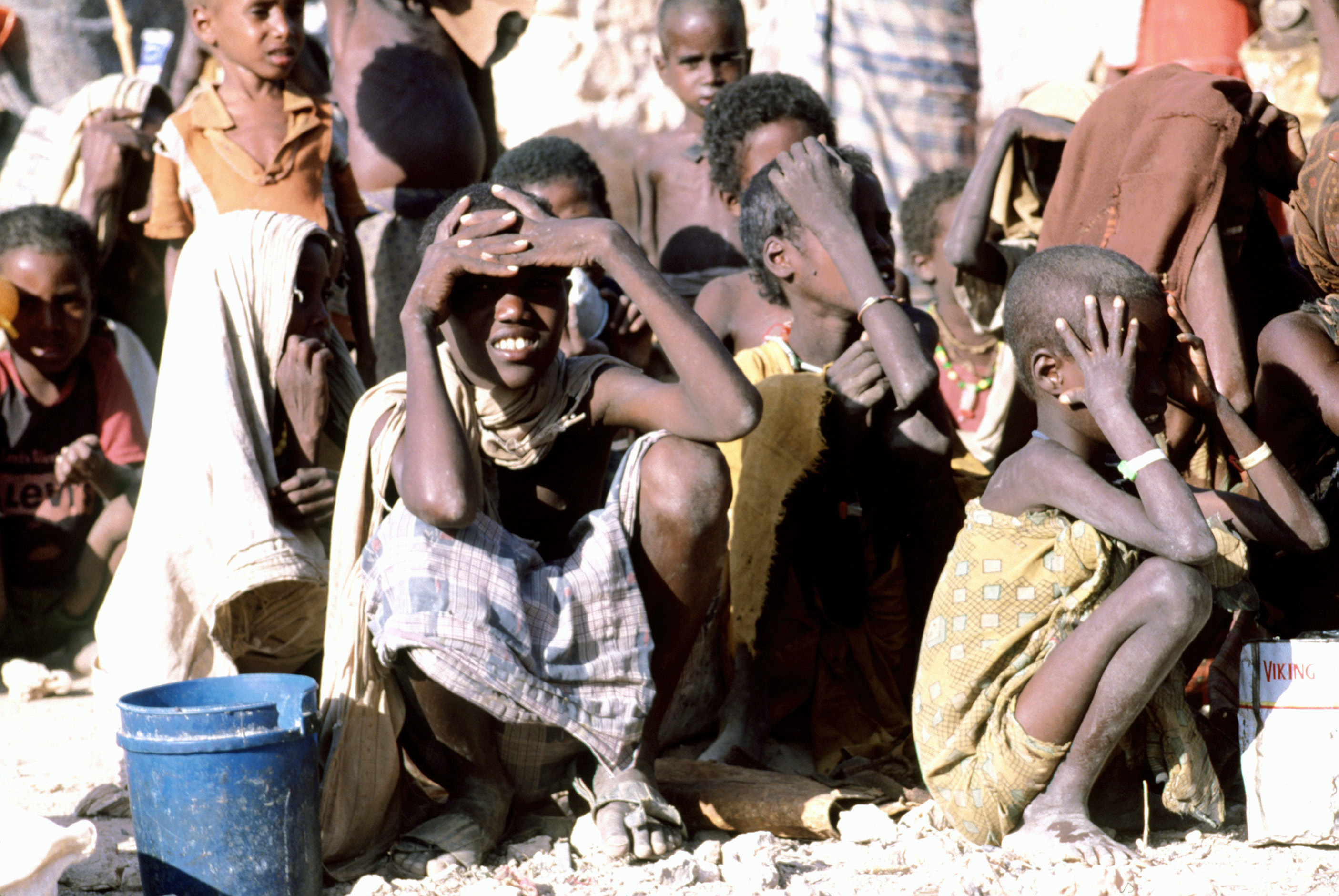
Kinder warten auf Nahrungsverteilung, 1992

Die Hungersnot in Somalia in den 1990er-Jahren wurde durch Kampfhandlungen und Plünderungen im Rahmen des Somalischen Bürgerkrieges sowie durch Dürre ausgelöst. Sie betraf vorwiegend das Gebiet zwischen den Flüssen Jubba und Shabeelle im Süden Somalias und die dort lebenden Volksgruppen der Rahanweyn und der somalischen Bantu. Die Hungersnot traf Millionen Menschen und hatte den Tod von 200.000 bis 500.000 Menschen zur Folge. Sie löste die humanitären Interventionen UNOSOM I (1992–1993) und UNOSOM II (1993–1995) aus.

## Ursachen und Vorgeschichte

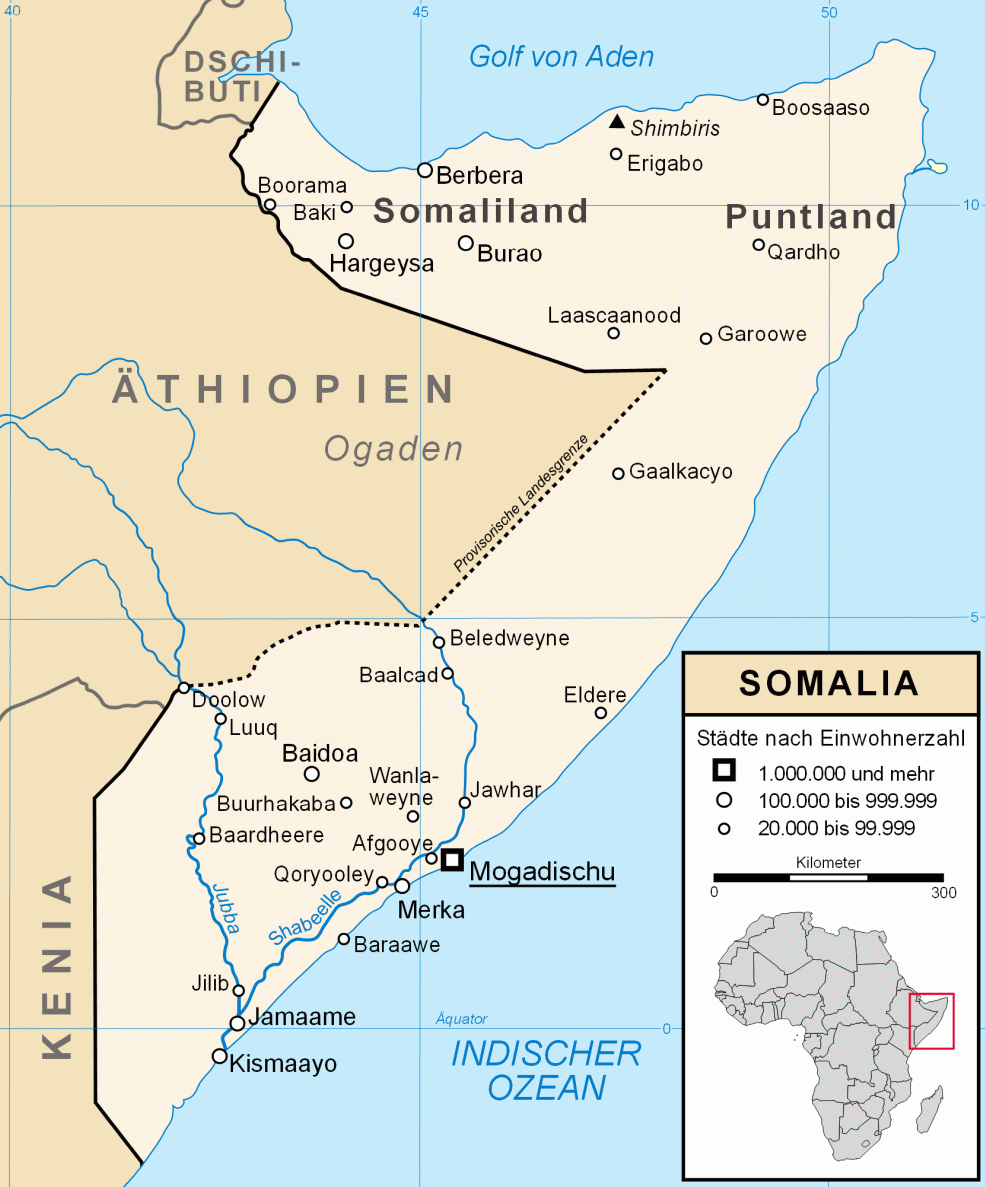
Karte Somalias

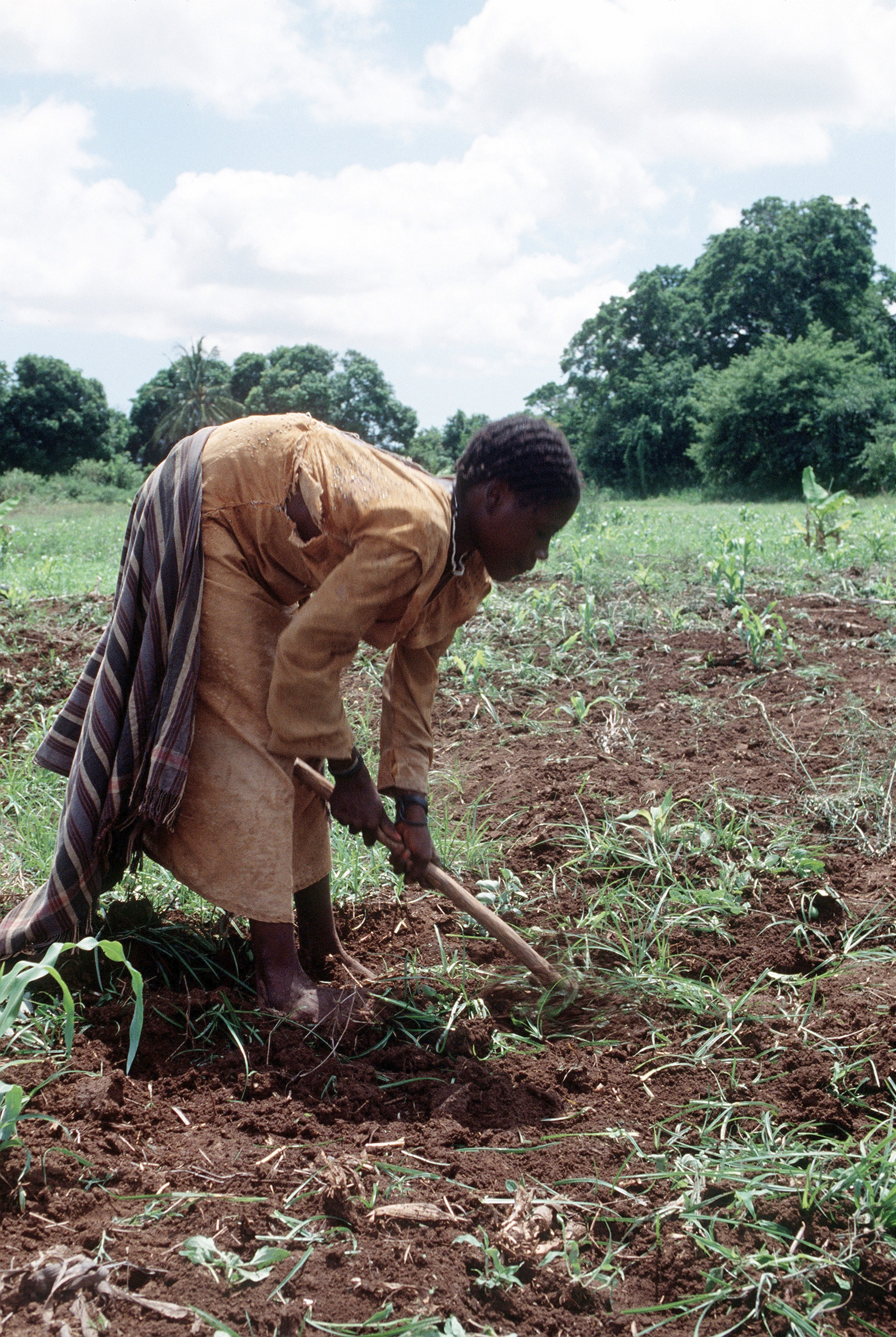
Bantu-Bäuerin bei der Feldarbeit, nahe Kismaayo 1993

Die Ursachen der Hungersnot reichen bis 1989 zurück, als in Südwestsomalia bewaffnete Widerstände gegen die autoritäre Regierung unter Siad Barre begannen. Seit damals durchquerten die somalische Staatsarmee, die Somalische Patriotische Bewegung (SPM) aus verschiedenen Darod-Clans und der Vereinte Somalische Kongress (USC) der Hawiya das Gebiet zwischen den Flüssen Jubba und Shabeelle. Sämtliche Kriegsparteien plünderten dabei Kleidung, Hausrat, Nahrungsmittel und Vieh aus dem Besitz der lokalen Bevölkerung, womit sie deren Ernährungsbasis empfindlich schwächten.
Insbesondere nachdem der USC im Januar 1991 die Hauptstadt Mogadischu eingenommen und damit Siad Barre gestürzt hatte, verschärfte sich die Lage, als sich Barre mit Teilen der Armee durch das Shabelle-Tal nach Süden begab. Ihm folgten zahlreiche Darod-Zivilisten aus Mogadischu, die vor Übergriffen des USC flohen. Der USC selbst verfolgte Barre durch das Shabelle-Tal und weiter nach Süden in das Jubba-Tal hinein. Somit waren zu Beginn die Flusstäler am stärksten betroffen. Im Oktober 1991 stieß Barre nach Baidoa in der Region Bay zwischen den Flüssen vor, womit sich die Kämpfe dorthin verlagerten. Im Shabelle-Tal konnten die landwirtschaftlichen Aktivitäten, wenn auch in verringertem Umfang, bereits nach Abflauen der schwersten Kämpfe im April 1991 wieder beginnen, während sie im Jubba-Tal und in Bay wegen fortgesetzter Kriegshandlungen weitgehend zum Erliegen kamen.
Die in der Region lebenden Volksgruppen der Rahanweyn und der somalischen Bantu leben im Unterschied zu den übrigen Clans mehrheitlich nicht als Nomaden, sondern als sesshafte Ackerbauern. Die Rahanweyn in Bay, die wegen ihrer nicht-nomadischen Lebensweise als „unechte Somali“ betrachtet werden, und die Bantu im Jubba-Tal als Nachkommen von Sklaven sind in der somalischen Gesellschaft traditionell benachteiligt. Bereits unter der Regierung Siad Barres waren die Bantu von Landenteignungen betroffen gewesen. Da Rahanweyn und Bantu zudem verhältnismäßig wenige Waffen besaßen, konnten sie sich kaum gegen die Plünderungen wehren. Mit der kriegsbedingten Schließung der großen Bananen- und Zuckerrohrplantagen am Unterlauf der Flüsse verloren die ärmsten Bauern, die auf gelegentliche Beschäftigung als Landarbeiter angewiesen waren, diese Einkommensquelle. Zu den Plünderungen und Kampfhandlungen im beginnenden somalischen Bürgerkrieg kam schließlich noch eine Dürre 1991–1992 hinzu, was im Klima der Region keine Seltenheit ist. (Zwischen 1918 und 1975 hatte es zehn größere Dürren gegeben und 1979–1980, 1983–1986 und 1989–1990 drei weitere.)
Neben den Rahanweyn- und Bantu-Bauern traf oder bedrohte der Hunger auch andere Gruppen: Binnenvertriebene, äthiopische Flüchtlinge – die vor dem Ogadenkrieg 1976–1978 und vor dem Derg-Regime geflohen waren – und Stadtbewohner, die Besitz und Arbeit verloren hatten und die gestiegenen Nahrungsmittelpreise nicht bezahlen konnten. Die Nomaden der mächtigeren Clans wie der Hawiya waren dagegen weniger von den Folgen der Dürre betroffen; ihre Herden blieben zunächst weitgehend intakt, zudem besaßen sie eher Feuerwaffen und politische Macht, um sich Zugang zu Nahrungsmitteln zu verschaffen. Damit unterschied sich diese Hungersnot wesentlich von früheren dürrebedingten Hungersnöten in der Geschichte Somalias (vgl. Hungersnot in Somalia 1974–1975), die hauptsächlich die Nomaden im Norden und Zentrum des Landes betrafen und weniger die bäuerliche Bevölkerung des etwas wasserreicheren Südens.

## Hungersnot
Mit dem Sturz der Barre-Regierung 1991 und dem darauffolgenden Abzug der somalischen Armee wurden die südwestsomalischen Regionen Bay, Gedo, Jubbada Dhexe und Jubbada Hoose für ausländische Berichterstatter zugänglich. Reportagen wie diejenige des bekannten Kriegsfotografen James Nachtwey – von dem ein Bild aus Somalia Pressefoto des Jahres 1993 wurde – machten ab Mitte 1992 das Ausmaß der Hungersnot in Europa und Nordamerika bekannt.
Insbesondere die Rahanweyn-dominierten Städte Baidoa (das in dieser Zeit den Beinamen „Stadt des Todes“ erhielt) und Baardheere wurden für ihre sogenannten Hungerlager bekannt. Auch im Gebiet um Beledweyne und in Vertriebenenlagern bei Merka traten Unterernährungsraten von ca. 90 % bei Kindern auf. Ähnliche Zahlen ergaben sich für weitere Ackerbaugebiete. (Demgegenüber lag die Rate Mitte 1991 bei nomadischen Viehzüchtern in Hiiraan bei „lediglich“ 27 % und in den Kleinstädten Adale und Eldheere bei 28 bzw. 40 %.) Die humanitäre Situation verschärfte sich dadurch, dass das ohnehin spärliche Gesundheitswesen weitgehend zusammengebrochen war. Das IKRK mit seiner lokalen Partnerorganisation – dem Somalischen Roten Halbmond – war als einzige größere Organisation 1991 durchgehend präsent und versorgte auf dem Höhepunkt seiner Hilfsoperationen bis zu 2 Millionen Menschen, während etwa die Organisationen der Vereinten Nationen Ende 1990 kurz vor dem Sturz der Barre-Regierung das Land verlassen hatten. Insgesamt stufte das IKRK 4,5 Millionen Somalier, etwa die Hälfte der Bevölkerung, als von Hunger gefährdet ein, davon 1,5 Millionen als stark gefährdet.
Das US-Landwirtschaftsministerium schätzte die Nahrungsmittelproduktion in Somalia 1991 auf 420.000 Tonnen – 40 % weniger als in normalen Jahren – und den darüber hinausgehenden Nahrungsbedarf auf 347.000 t. Die FAO ging gar von einem ungedeckten Bedarf von 480.000 t aus und das IKRK von 35.000 t pro Monat. Diese Versorgungslücke ließ sich nicht durch den normalerweise üblichen Nahrungsimport aus Nachbarländern und aus Italien decken, da auch Einfuhr und Handel durch die verschlechterte Sicherheitslage erschwert wurden.
Im weiteren Verlauf verschlechterte sich auch die Situation für Viehzüchter, da diese gezwungen waren, ihre Tiere billig zu verkaufen, während sie Getreide umso teurer einkaufen mussten. 1991–1992 verlor Zentralsomalia 70 % seines Viehbestandes und Südsomalia 50 %.
Ihren Höhepunkt erreichte die Hungersnot Mitte 1992, danach trat in der zweiten Hälfte des Jahres aufgrund guter Ernten im Shabelle-Tal und vermehrter Hilfslieferungen eine teilweise Verbesserung der Lage ein. Die Sterberaten sanken deutlich, blieben jedoch bis in die ersten Monate des Jahres 1993 höher als normal.

### Eingreifen der UNOSOM

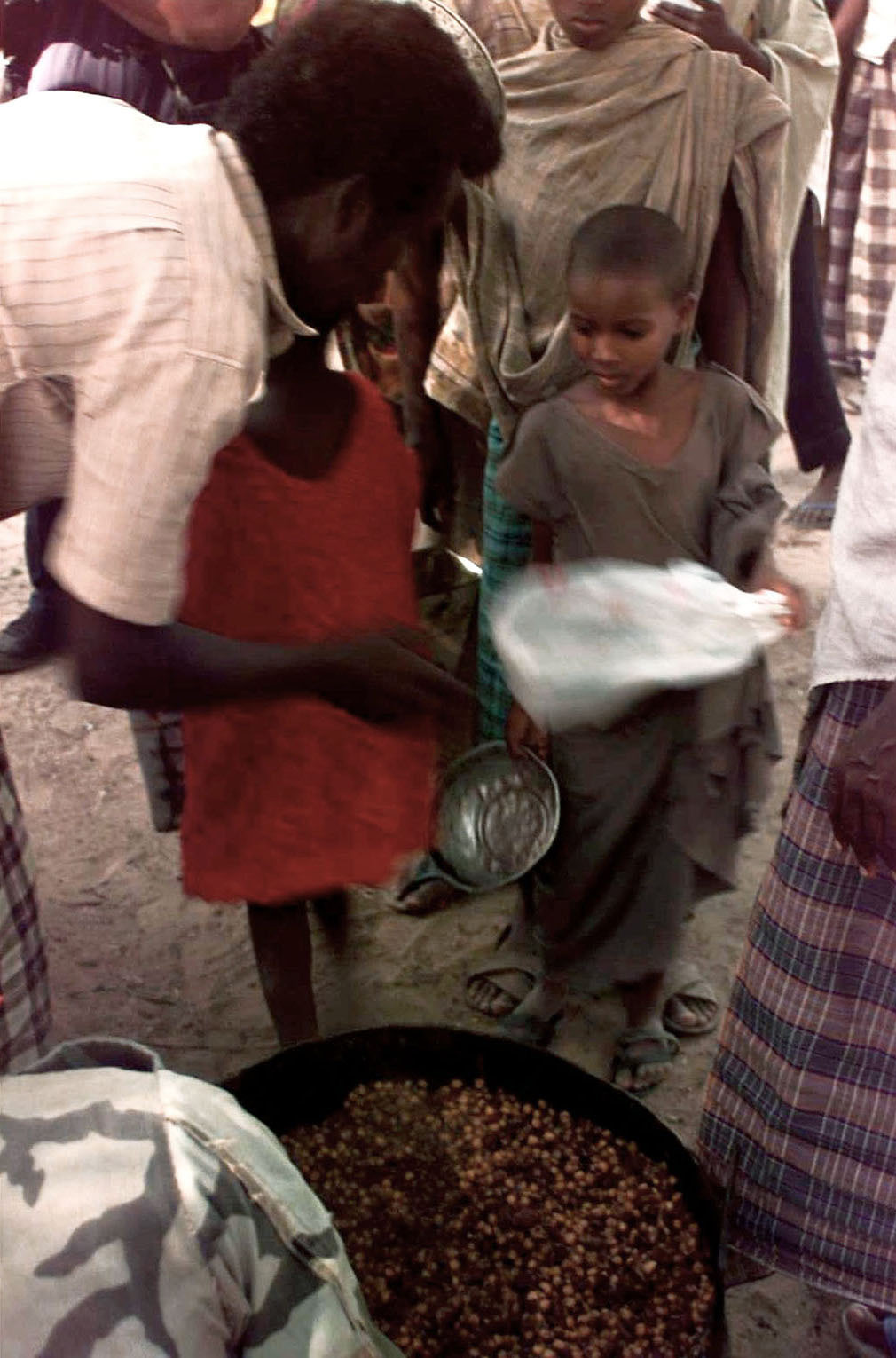
Verteilung von Mais und Bohnen in Beledweyne, 1993

Die Vereinten Nationen hatten Somalia Ende 1990 verlassen und reagierten anfangs zögerlich auf die Lage im Land. Im Januar 1992 wurde die Resolution 733 des UN-Sicherheitsrates zu Somalia verabschiedet und später der Algerier Mohamed Sahnoun als Sonderbotschafter ernannt.
Versuche, Nahrungsmittelhilfe zu liefern, zeigten begrenzte Wirkung, da Milizen oder einzelne Bewaffnete auch Hilfslieferungen plünderten und humanitäre Helfer angriffen. Ohne staatliche Ordnung zerfiel das Land zusehends in umkämpfte Machtbereiche von Clans und Kriegsherren. Auch verschiedene Kriegsparteien spalteten sich in immer kleinere Faktionen einzelner Führer. Abkommen mit einer Partei zur Verteilung von Nahrungsmitteln waren nutzlos, wenn eine andere Partei, über deren Gebiet die Hilfsgüter transportiert werden mussten, diese nicht anerkannte. Hilfsorganisationen mussten den Kriegsparteien Geld und Naturalien überlassen sowie hohe Kosten für Sicherheitspersonal auf sich nehmen, was vor allem kleinere Organisationen nicht vermochten.
Innerhalb des Rahanweyn-Clans leiteten Clan-Älteste Hilfsgüter, die für Clanmitglieder mit geringerem sozialem Status vorgesehen waren, zu den als „nobel“ geltenden Unterclans um. Kriegsparteien kämpften um die von Bantu bewohnten Vertriebenenlager, um die dort eintreffende Hilfe zu plündern.
Nach Angaben des Sonderberichterstatters Ismat Kittani vom November 1992, der Sahnoun unterdessen abgelöst hatte, wurden 70–80 % der Hilfsgüter geplündert. Laut Alex de Waal (1999) ist diese Angabe zweifelhaft, nichtsdestoweniger wurde „80 %“ unter anderem vom US State Department und dem UN-Sekretariat übernommen. Sahnoun hatte demgegenüber eine Plünderungsrate von 15–40 % angegeben. Das IKRK sprach von 10–20 %.
Infolge der Medienberichte über die Hungersnot wuchs der öffentliche Druck für ein internationales Eingreifen in Somalia. Am 24. April 1992 verabschiedete der Sicherheitsrat der Vereinten Nationen einstimmig die Resolution 751 zur Entsendung der UNOSOM-Mission, die einen Waffenstillstand zwischen den bedeutendsten Kriegsherren Mohammed Farah Aidid und Ali Mahdi Mohammed überwachen sollte. Sie bestand zunächst aus 50 militärischen Beobachtern und 500 Sicherheitskräften.
Ab August 1992 war bei den Vereinten Nationen und den USA die Idee aufgekommen, in einer sogenannten humanitären Intervention Somalia militärisch zu besetzen, um die Lieferung von Nahrungsmitteln zu sichern und den Frieden wiederherzustellen. Die Resolution 775 vom 28. August ermöglichte eine Erweiterung der UNOSOM-Mission.
Manche der Kriegsführenden bekämpften die UNOSOM. Insbesondere der Kriegsherr Aidid, der die ausländischen Truppen als Gefahr für seine Macht ansah und im Juni das Bündnis Somalische Nationale Allianz (SNA) mit anderen Faktionen gegen sie geschlossen hatte, wandte sich ab November 1992 offen gegen die Mission und verlangte ihren Abzug.
Im selben Monat boten die USA an, eine multinationale Truppe unter eigener Führung zu entsenden. Der UNO-Sicherheitsrat billigte die Entsendung dieser Unified Task Force UNITAF (auch als Operation Restore Hope bekannt) mit der Resolution 794 vom 3. Dezember 1992 und unterstellte ihr die UNOSOM-Operationen. Im Unterschied zur UNOSOM war die UNITAF ermächtigt, „alle nötigen Mittel“, auch militärische, anzuwenden. Am 9. Dezember gingen die ersten UNITAF-Truppen an der somalischen Küste an Land; insgesamt umfasste die Truppe 37.000 Personen, mehrheitlich US-Amerikaner. Bis März 1993 hatte die Operation bedeutende Erfolge in der Versorgung der Bevölkerung erzielt, ohne freilich den Hunger ganz zu beenden.
Teile der somalischen Bevölkerung unterstellten insbesondere den USA auch weniger edle Motive wie die Erlangung der Kontrolle über Erdölvorräte oder die dauerhafte Errichtung von Militärbasen am strategisch wichtigen Horn von Afrika. Versäumnisse der UNITAF/UNOSOM im Umgang mit der Bevölkerung trugen dazu bei, anfängliche Sympathie in Ablehnung umschlagen zu lassen. Im März 1993 wurde das Mandat der UNOSOM in die UNOSOM II umgewandelt. Da sich die UNITAF und UNOSOM spezifisch gegen Aidid wandten, wurden sie in Kämpfe mit dessen Milizen verwickelt, verloren ihren neutralen Charakter und wurden für diverse somalische Kriegsparteien zum legitimen Kriegsziel. In der „Schlacht von Mogadischu“ am 3./4. Oktober 1993 töteten somalische Milizen 18 US-Soldaten und schleiften deren Leichen durch die Straßen der Hauptstadt. Die Bilder dieser Ereignisse, die in den Medien verbreitet wurden, sorgten für Bestürzung in der US-amerikanischen Öffentlichkeit und wogen dabei schwerer als die Bilder der Hungersnot, sodass sich der Einsatz in Somalia innenpolitisch nicht mehr rechtfertigen ließ. Bis 1994 zogen die USA daraufhin ihre Truppen ab. Auch die UNOSOM II zog im März 1995 ab, ohne wesentliche Erfolge in der Befriedung Somalias erzielt zu haben.

## Ende und Folgen
Anfang 1993 trat eine Verbesserung der Lage ein, da durch die UNOSOM/UNITAF mehr humanitäre Hilfe bei den Betroffenen eintraf und in manchen betroffenen Gebieten die Nahrungsmittelproduktion wieder aufgenommen worden war. Auch danach blieb jedoch Unterernährung in Somalia aufgrund von Armut und anhaltendem Bürgerkrieg verbreitet.
Der Hunger betraf um die 4,5 Millionen Menschen. Angaben zur Zahl der Hungertoten reichen von 200.000 bis 500.000 die am häufigsten genannte Zahl ist 300.000. Zeitweise kamen täglich etwa 3.000 Somalier um. Ferner wurden etwa 2 Millionen wegen Krieg und Hungersnot zu Binnenvertriebenen oder flohen in Flüchtlingslager in den Nachbarländern, insbesondere nach Kenia.
Bei den Rahanweyn führte die traumatische Erfahrung der Hungersnot zu einer stärkeren politischen Einigung. Ab 1995 konnten sie mit Unterstützung des Nachbarlandes Äthiopien ihre militärische Lage verbessern und die Rahanweyn-Widerstandsarmee (RRA) gründen.
Wie das gesamte Konzept der „humanitären Intervention“ blieb das militärische Eingreifen der internationalen Gemeinschaft im konkreten Fall der Hungersnot in Somalia umstritten. Den internationalen Hilfsorganisationen wurde vorgeworfen, sie hätten dadurch, dass sie trotz hoher Verluste von Hilfsgütern und Finanzmitteln an andere als die eigentlich vorgesehenen Empfänger Nahrungsmittel lieferten, letztlich die Verursacher der Hungersnot alimentiert, den Bürgerkrieg verlängert und den vom Hunger Betroffenen damit mehr geschadet als genützt. Der UNOSOM/UNITAF wurde vorgeworfen, sie habe vor allem den Interessen der Hilfsorganisationen und der Erprobung des Konzepts der humanitären Intervention gedient und weniger den Interessen der Hungernden, zudem sei sie erst in Gang gekommen, als der Höhepunkt der Hungersnot bereits überwunden gewesen sei. Aufgrund dieser Kontroversen befassen sich die meisten Publikationen zu den damaligen Ereignissen hauptsächlich mit dem Handeln von UN, USA und Hilfsorganisationen.
Eine konkrete Folge der Hungersnot und der gescheiterten internationalen Interventionen zu ihrer Bekämpfung war, dass die USA und die übrige internationale Gemeinschaft in den darauffolgenden Jahren nur zögerlich in Konflikte eingriffen. Dies zeigte sich insbesondere 1994 beim Völkermord in Ruanda – wo die Zurückhaltung der internationalen Gemeinschaft Gegenstand massiver Kritik wurde – wie auch in den Jugoslawienkriegen.